# Bùa yêu (bài hát)
"Bùa yêu" là một bài hát của nữ ca sĩ người Việt Nam Bích Phương, được phát hành vào ngày 12 tháng 5 năm 2018 độc quyền trên kênh nghe nhạc keeng.vn. Đĩa đơn gồm một phiên bản và phần nhạc không lời của ca khúc. Bài hát được phát hành với vai trò là đĩa đơn mở đường cho album phòng thu thứ hai của cô, Dramatic (2018).
Video âm nhạc của "Bùa yêu" đã giúp Bích Phương giành một giải quan trọng ở hạng mục "Video âm nhạc của năm" tại Giải thưởng Âm nhạc Cống hiến 2019.

## Sáng tác
Bùa yêu là ca khúc đầu tiên ở Việt Nam được sản xuất theo mô hình nhóm – cả ba nhạc sĩ cùng tham gia vào tất cả các khâu như lên ý tưởng chủ đề, sáng tác nhạc, lời và phối khí. Sự bắt tay của Tiên Cookie, Phạm Thanh Hà và Dương K đem đến cho ca khúc sự pha trộn giữa các phần luyến láy mang âm hưởng dân ca với những đoạn beat drop bắt tai, hiện đại, tiệm cận với dòng chảy âm nhạc thế giới nhưng vẫn lưu giữ nét nhạc cổ truyền Việt Nam.

Nói về thông điệp của bài hát, Bích Phương chia sẻ:
| “ | ...không hoàn toàn mang tính chất ma mị, gây sợ hãi cho mọi người mà đằng sau đó là một thông điệp ý nghĩa dành cho phái nữ. Bùa Yêu ở đây không phải bùa ngải. Bùa Yêu ở đây là nét quyến rũ của người phụ nữ Việt Nam. Nét quyến rũ đó đến từ ngoại hình, tính cách, thời trang lẫn lối sống. Cô gái trong MV đã dùng chính những nét quyến rũ đó để thu hút chàng trai. | ” |

## Phát hành
Ngày 6 tháng 5 năm 2018, Bích Phương và ê-kíp 1989s Production tung teaser thứ nhất dài 30 giây và teaser thứ hai vào ngày 9 tháng 5. Việc teaser không hề tiết lộ bất cứ giai điệu hay lời hát nào càng làm khán giả tò mò về dòng nhạc và nội dung video âm nhạc Bùa yêu. Cùng với Chạy ngay đi, Bùa yêu là hai từ khóa được tìm kiếm nhiều nhất trên Google Việt Nam trong tuần từ 11 tháng 05 đến 18 tháng 05 năm 2018).

## Video âm nhạc
Bùa yêu là video âm nhạc thứ hai nằm trong dự án "Việt Nam Việt Nam" mà Bích Phương cùng ê-kíp 1989s Production thực hiện trong suốt 3 năm kể từ năm 2015. Dự án chính thức được công bố vào năm 2017 với video âm nhạc "Nói thương nhau thì đừng làm trái tim em đau" (Ngày 26 tháng 7 năm 2017). Trước đó, video âm nhạc "Nói thương nhau thì đừng làm trái tim em đau" nhận được phản hồi tích cực từ phía công chúng.

Dự án "Việt Nam Việt Nam" bao gồm chuỗi ba ca khúc - ba video âm nhạc mang âm hưởng nhạc dân tộc, đậm chất Việt kết hợp với các xu hướng âm nhạc của thế giới hiện nay như: tropical house, future bass, chill... Về hình ảnh, các sản phẩm trong dự án "Việt Nam Việt Nam" đặc biệt chú trọng đến những danh lam thắng cảnh, văn hoá đặc sắc của đất nước và con người Việt Nam.
| “                                      | "Tôi làm dự án này xuất phát từ tình yêu đối với văn hoá Việt Nam. Tôi muốn qua những sản phẩm của mình, khán giả thêm yêu những nét văn hoá của chúng ta. Bên cạnh đó, ý tưởng này cũng xuất phát từ thực trạng âm nhạc hiện nay mà tôi nhận thấy: Có quá nhiều những sản phẩm được sản xuất theo quy chuẩn hình ảnh của Hàn Quốc, Trung Quốc… mà thiếu vắng dấu ấn Việt Nam. Tôi muốn chứng tỏ rằng dấu ấn con người ở đây vẫn hoàn toàn có giá trị trong thời đại hội nhập hiện nay." | ” |
| — Bích Phương chia sẻ về dự án âm nhạc | |   |

Đúng 0 giờ ngày 12 tháng 5, Bích Phương cùng ê-kíp 1989s Production đăng tải video âm nhạc lên kênh YouTube. Không chỉ nhận được lời khen dành cho sự đầu tư kỹ lưỡng về cả âm nhạc lẫn hình ảnh, vừa nói về chủ đề tình yêu nhưng vẫn lồng và quảng bá được nhiều nét văn hoá đẹp của Việt Nam như: áo dài, trầu têm hình cánh phượng trong lễ cưới người Việt, điệu múa cổ của người Chăm Pa, trò chơi ô ăn quan, văn hoá hầu đồng của người Việt... Video âm nhạc này còn đạt những thành tích ấn tượng về lượt xem (view) trên YouTube:
- Hơn 1 triệu lượt xem sau 6 giờ
- Đạt 5,7 triệu lượt xem sau 24 giờ
- #1 trending YouTube Việt Nam sau 27 giờ
- Nằm trong top những video âm nhạc thịnh hành nhất tại Nhật Bản với vị trí thứ 32 sau một ngày phát hành
- Top 11 video âm nhạc có lượt xem online nhiều nhất trên thế giới trong 24 giờ. (Trong khi đó, sản phẩm đầu tiên của dự án "Việt Nam, Việt Nam" là video âm nhạc "Nói thương nhau thì đừng làm trái tim em đau" chỉ đạt 1.2 triệu view trên YouTube sau một ngày ra mắt).[7]

## Danh sách bài hát
Streaming trực tuyến
1. "Bùa yêu" – 4:01
2. "Bùa yêu" (nhạc nền) – 4:01
3. "Bùa yêu" (Hades Remix) – 4:31
4. "Bùa yêu" (Hoaprox Remix) – 4:11
5. "Bùa yêu" (Sonbeat Remix) – 3:59
6. "Bùa yêu" (Minh Trí Remix) – 4:02

## Giải thưởng
| Năm  | Giải thưởng                   | Hạng mục                                                   | Kết quả   | Chú thích |
| ---- | ----------------------------- | ---------------------------------------------------------- | --------- | --------- |
| 2018 | Keeng Young Awards            | Bài hát của năm                                            | Đoạt giải | [ 9 ]     |
| 2018 | Keeng Young Awards            | MV của năm                                                 | Đoạt giải | [ 9 ]     |
| 2018 | Giải thưởng Làn Sóng Xanh     | MV của năm                                                 | Đoạt giải | [ 10 ]    |
| 2018 | Giải thưởng Làn Sóng Xanh     | Sự kết hợp xuất sắc: Phạm Thanh Hà - Tiên Cookie - Dương K | Đoạt giải | [ 10 ]    |
| 2018 | Giải thưởng Làn Sóng Xanh     | Hòa âm phối khí: Dương K                                   | Đoạt giải | [ 10 ]    |
| 2018 | Giải thưởng Làn Sóng Xanh     | Top 10 ca khúc được yêu thích                              | Đoạt giải | [ 10 ]    |
| 2019 | Giải thưởng Âm nhạc Cống hiến | Video âm nhạc của năm                                      | Đoạt giải |           |

## Lịch sử phát hành
| Quốc gia | Ngày                | Định dạng                  | Hãng đĩa         |
| -------- | ------------------- | -------------------------- | ---------------- |
| Việt Nam | 12 tháng 5 năm 2018 | Tải kỹ thuật số, streaming | 1989s Production |